# Bludné balvany ve Frýdeckém lese
Bludné balvany ve Frýdeckém lese jsou bludné balvany ve Frýdeckém lese ve Frýdku ve městě Frýdek-Místek v okrese Frýdek-Místek. Patří do pohoří Podbeskydská pahorkatina v Moravskoslezském kraji a Horního Slezska.

## Další informace
Bludné balvany ve Frýdeckém lese se nacházejí v rokli jednoho z přítoků potoka Podšajarka, cca 0,2 km od trasy naučné stezky Frýdecký les, kde lze spatřit asi 8 větších bludných balvanů. Sedm jich je z načervenalé žuly a jeden je z ruly. Že jsou to opravdu bludné balvany, dopravené na místo zaniklým pevninským ledovcem v době ledové, dokládá jejich geomorfologie a geologie. Geomorfologické a geologické studie dokládají, že balvany nejsou domácího původu, ale pocházejí z Fennoskandinávie. Největší zde nalezené balvany dosahují hmotnosti cca 1000 kg. Balvany byly nalezeny v roce 2006 ležící v původním místě ledovcové morény.

## Galerie

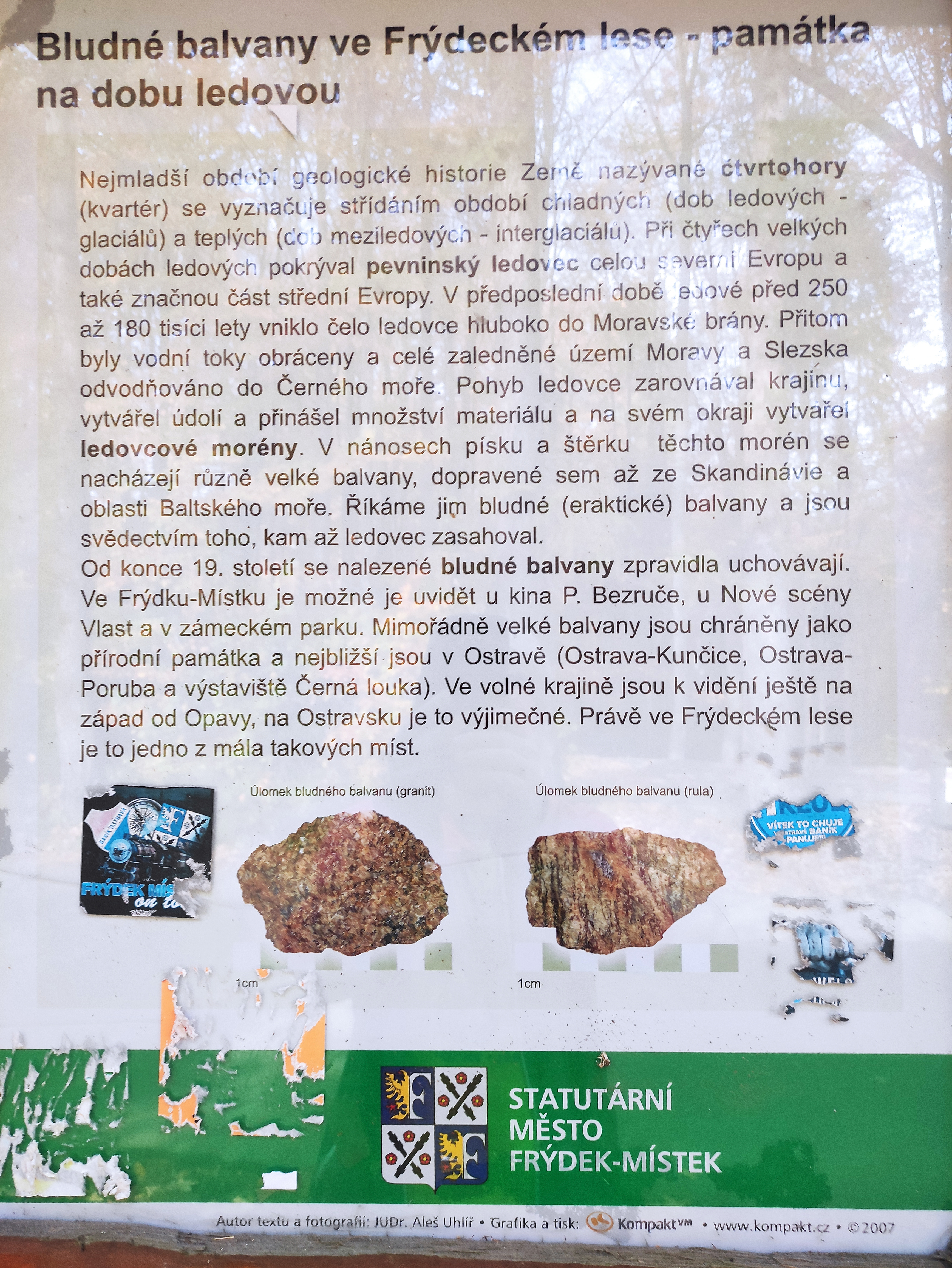
Informační panel
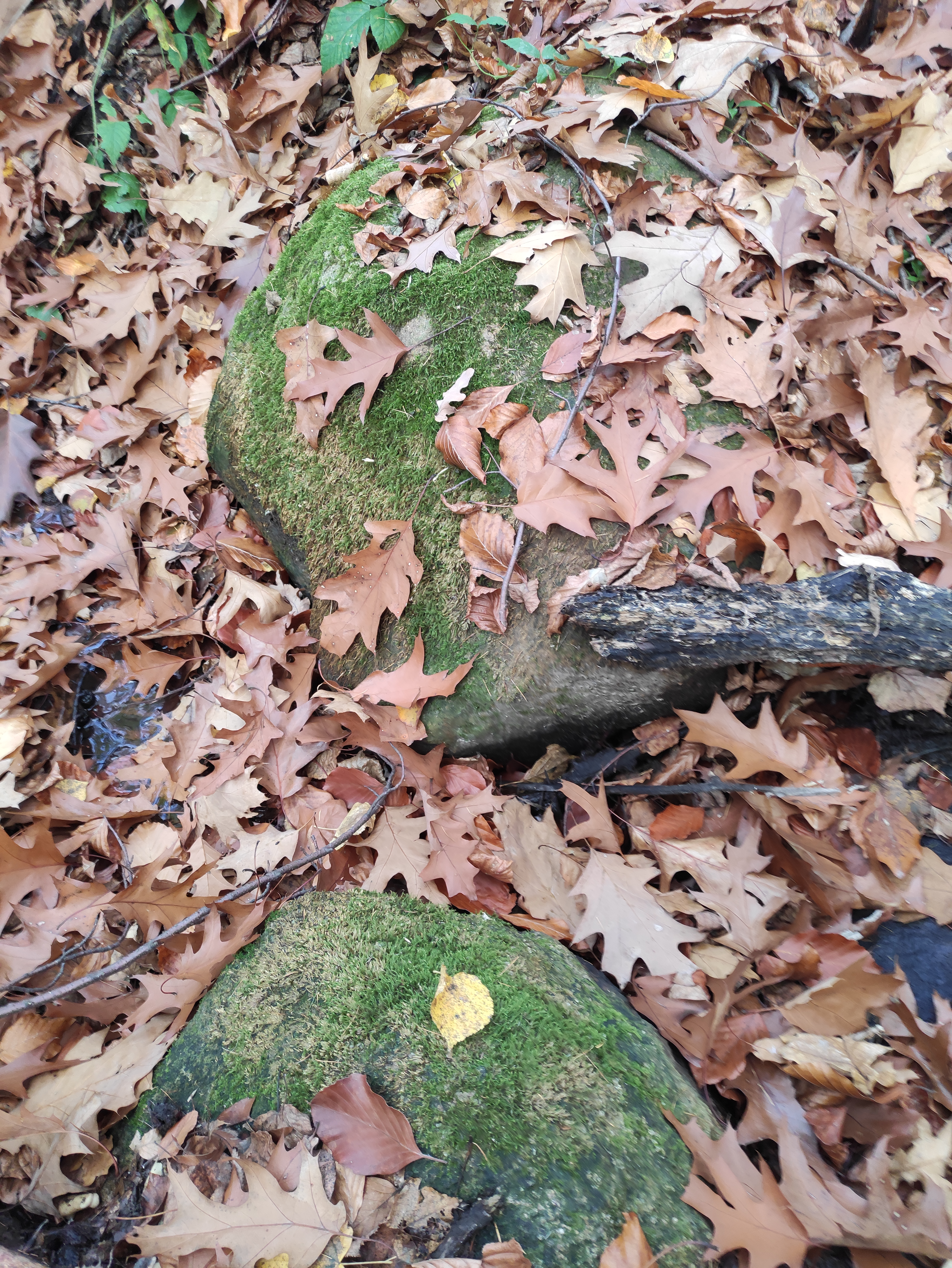
Bludné balvany na podzim
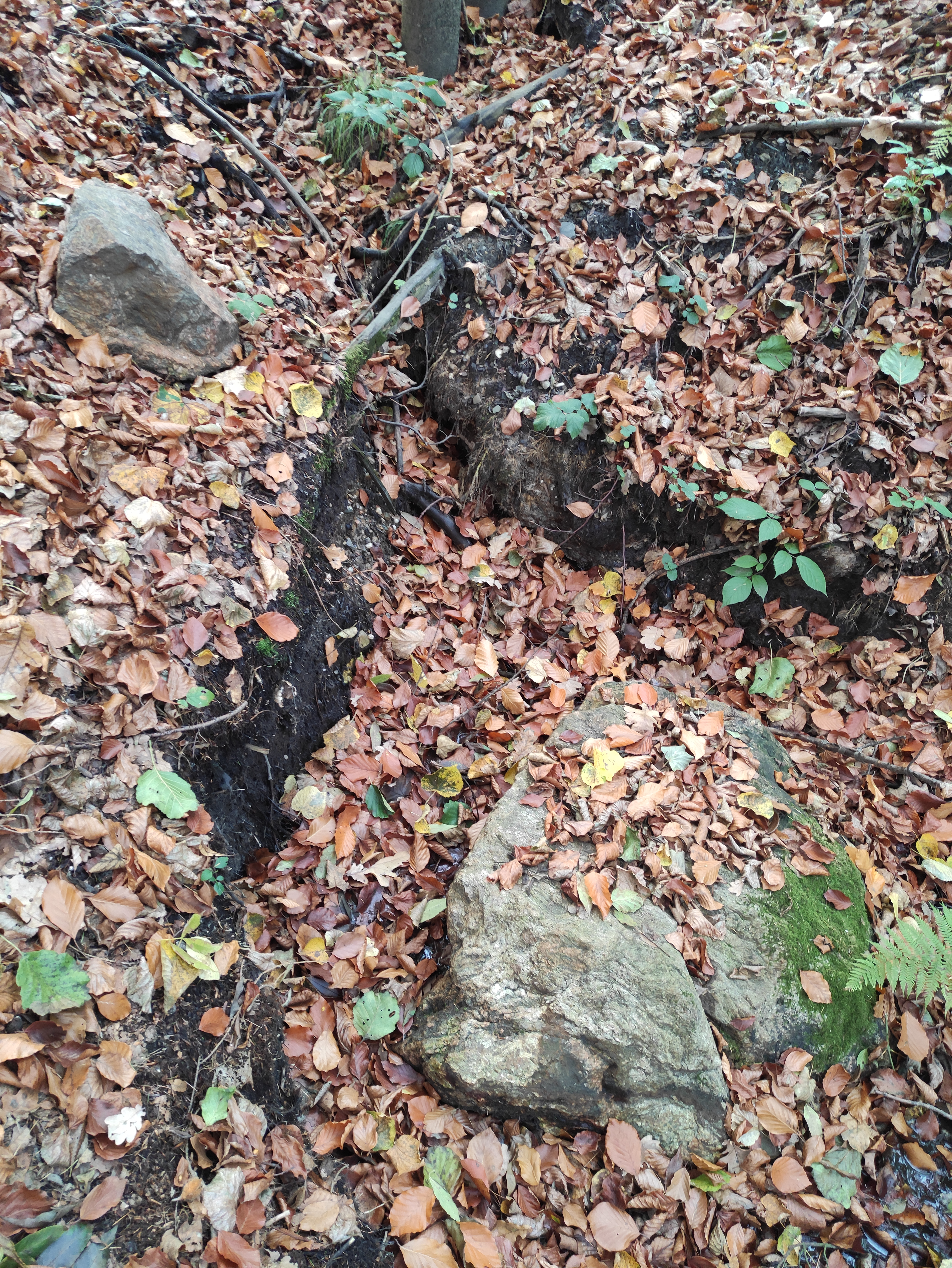
Bludné balvany na podzim